# Astor gris
L'astor gris (Tachyspiza novaehollandiae; syn: Accipiter novaehollandiae) és un ocell rapinyaire de la família dels accipítrids (Accipitridae). Habita els boscos de l'est o nord d'Austràlia i Tasmània. El seu estat de conservació es considera de risc mínim.

## Taxonomia
Les diferents subespècies d'Accipiter hiogaster eren considerades dins Accipiter novaehollandiae. Arran la separació d'ambdues espècies, en general s'aplica en diferents llengües el nom comú Astor variable a hiogaster, mentre novaehollandiae rep altres apel·latius com Astor blanc o gris (Anglès: Grey Goshawk. Francès: Autour blanc).
Tradicionalment l'astor gris estava classificat dins el gènere Accipiter. Tanmateix, estudis filogenètics moleculars van trobar que aquest gènere era polifilètic i es va proposar reordenar les seves espècies en 5 gèneres monofilètics. En base a aquests estudis, el Congrés Ornitològic Internacional, en la seva llista mundial d'ocells (versió 14.2, 2024) transferí aquesta espècie al gènere Tachyspiza, que fou recuperat per a tal fí.
Segons el Handook of the Birds of the World i la quarta versió de la BirdLife International Checklist of the birds of the world (Desembre 2019), aquest tàxon apareix classificat dins del gènere Accipiter.